# Gigliola Cinquetti (album 1964)
Gigliola Cinquetti è il primo album della cantante italiana Gigliola Cinquetti, pubblicato dalla CGD (FG 5012) nel giugno del 1964.

## Tracce

### LP
Lato A
1. Quando passo il ponte con te (Cover del bano "Il suffit de passer le pont") – 2:18 (Georges Brassens)
2. Il primo bacio che darò – 2:52 (Federico Monti Arduini)
3. Barbablu – 2:41 (testo: Mogol – musica: Piero Soffici)
4. Tutti sono andati – 3:09 (testo: Mogol – musica: Roberto Livraghi)
5. Un ragazzo più triste degli altri – 3:06 (testo: Leo Chiosso – musica: Enrico Polito)
6. Non ho l'età – 3:13 (testo: Nisa – musica: Mario Panzeri)

Lato B
1. Caro come te – 2:39 (testo: Mario Panzeri – musica: Giancarlo Colonnello)
2. Prima o poi...telefonerai (Cover del brano "Si seulement tu osais") – 2:41 (Armand Canfora)
3. Uno di voi – 2:45 (testo: Mario Coppola – musica: Elio Isola)
4. Penso alle cose perdute – 2:56 (testo: Francesco Specchia – musica: Oronzo Leuzzi)
5. Sull'acqua – 4:04 (testo: Franco Maresca – musica: Mario Pagano)
6. Quando vedo che tutti si amano – 3:04 (testo: Daniele Pace – musica: Gino La Commare)

## Musicisti
- Gigliola Cinquetti – voce
- Franco Monaldi – direzione orchestra, arrangiamenti (eccetto brani: "Penso alle cose perdute" e "Quando vedo che tutti si amano")
- Angel Pocho Gatti – direzione orchestra, arrangiamenti (solo brani: "Penso alle cose perdute" e "Quando vedo che tutti si amano")

Note aggiuntive
- Registrazioni effettuate nel mese di aprile 1964 negli studi Fonorama di Milano
- Lino Civiero – ingegnere delle registrazioni
- "Giancolombo" – foto album originale [1]